# Casa de Willard D. Straight
La casa de Willard D. Straight es un inmueble ubicado en el Upper East Side deNueva York (Estados Unidos). La mansión  fue la residencia de Willard Dickerman Straight y está ubicada en 1130 Fifth Avenue en East 94th Street en la esquina noreste. Está ubicada en Carnegie Hill en la sección de la Quinta Avenida conocida como Milla de los Museos y es una de las tres casas que quedan en la Quinta Avenida en ocupación unifamiliar, 925 y 973 de la Quinta Avenida, cerca de las calles 74 y 79, respectivamente.

## Descripción e historia
La casa fue diseñada por la firma Delano & Aldrich en estilo neogeorgiano y se completó en 1915. La planta baja de la casa se organiza alrededor de un pasillo circular en el estilo del siglo XVIII coronado por una cúpula, con un piso de mármol en blanco y negro. La familia Straight también era propietaria de un edificio complementario en 162 East 92nd Street, también diseñado por Delano & Aldrich, que se utilizó como garaje. El segundo y tercer piso de este edificio contenían departamentos para el personal. Straight murió durante la epidemia de gripe de 1918 y su viuda Dorothy Whitney Straight continuó viviendo en la casa durante varios años con sus hijos. Se volvió a casar y se mudó a Inglaterra, pero continuó siendo propietaria de la casa hasta 1927.
La casa fue vendida al juez Elbert H. Gary, presidente de la junta directiva de la United States Steel Corporation (quien recientemente vendió su casa en 956 Fifth Avenue que fue demolida para dar paso a un nuevo edificio de apartamentos), que murió en la casa el mismo año. El siguiente propietario fue Harrison Williams, un inversor en servicios públicos, y su esposa Mona.
En 1952, la casa fue vendida a la Sociedad Audubon para su uso como sede, a la que llamaron Casa Audubon. La Sociedad se fue en 1971 y, en 1974, el edificio se vendió al Centro Internacional de Fotografía para su uso como un nuevo museo dedicado exclusivamente a la fotografía con el fotoperiodista Cornell Capa como director ejecutivo. En 2000, mientras ICP se estaba consolidando en su ubicación en Midtown Manhattan, vendieron el edificio por 17,5 millones de dólares al fundador de los fondos de cobertura, Bruce Kovner, para su uso como residencia personal. El ruido y los escombros asociados con los años de conversión de Kovner del edificio de estilo federal a una "opulenta residencia privada" supuestamente causaron consternación a sus vecinos y fueron el tema de un artículo publicado en The New York Times en 2003.